# John Finnis
John Finnis (Adelaida, Australia, 28 de julio de 1940) es un filósofo tomista, que ejerce en la Universidad de Oxford y en la Universidad de Notre Dame (South Bend, Indiana, Estados Unidos) como profesor de Derecho y Filosofía del Derecho (Professor of Law and Legal Philosophy).
Es uno de los más prominentes filósofos del derecho. Su obra "Ley natural y Derechos naturales" (original: "Natural Law and Natural Rights") es considerada como uno de los trabajos cumbres de la filosofía iusnaturalista.
Es miembro de la Pontificia Academia para la Vida.

## Obras
- Natural Law and Natural Rights (Oxford University Press, Clarendon Law Series, 1980, 9th impression 1996)[1][2][3]
- Fundamentals of Ethics (Oxford University Press & Georgetown UP, 1983)[4][5][6]
- Law philosophy, #37 Finnis session. (Vancouver, 2020)
- Nuclear Deterrence, Morality, and Realism (Oxford University Press, 1987)[7]
- Moral Absolutes (CUAP, 1991)[8][9]
- Aquinas: Moral, Political, and Legal Theory (Oxford University Press, 1998).[10][11][12]

### Ediciones en español
- Absolutos morales. Ediciones Internacionales Universitarias. 1992. ISBN 978-84-87155-13-0.
- Ley Natural y Derechos Naturales. Abeledo Perrot. 2000. ISBN 9789502012926.
- Tomás de Aquino. Teoría moral, política y jurídica. Instituto de Estudios de la Sociedad. 2019. ISBN 978-956-8639-38-9.